# 253 v. Chr.
Portal Geschichte | Portal Biografien | Aktuelle Ereignisse | Jahreskalender | Tagesartikel

◄ |
4. Jahrhundert v. Chr. |
3. Jahrhundert v. Chr. |
2. Jahrhundert v. Chr. |
►

◄ | 270er v. Chr. | 260er v. Chr. | 250er v. Chr. | 240er v. Chr. |
230er v. Chr. |
►

◄◄ | ◄ | 256 v. Chr. | 255 v. Chr. | 254 v. Chr. | 253 v. Chr. |
252 v. Chr. |
251 v. Chr. |
250 v. Chr. |
► |
►►
Staatsoberhäupter

## Ereignisse

### Politik und Weltgeschehen
- Erster Punischer Krieg: Römischer Plünderungszug gegen die afrikanische Küste. In einem Sturm gehen erneut 150 Schiffe verloren.
- Friedensschluss im Zweiten Syrischen Krieg zwischen Ägypten unter Ptolemaios II. und dem Seleukidenreich unter Antiochos II. Antiochos heiratet Ptolemaios’ Tochter Berenike die Jüngere und verstößt seine bisherige Frau Laodike.

### Religion
- um 253 v. Chr.: Buddhistisches Konzil in Pataliputra unter der Patronage von König Ashoka. Dabei kommt es zur Spaltung in die Theravada (Lehre der Älteren), die den als Buch Kathavatthu formulierten Konzilsbeschluss akzeptieren, und deren Gegnern (Mahasanghika).

## Geboren
- Philopoimen, griechischer Feldherr († 183/182 v. Chr.)